# Palazzo Baldassini
Palazzo Baldassini, poi Palma si trova a Roma in via delle Coppelle 35 (Rione VIII Sant'Eustachio).

## Storia e descrizione
È una dimora signorile edificata per volere del giurista Melchiorre Baldassini, uomo dai molti incarichi nella cancelleria apostolica, che, tra il 1515 e il 1518,  incaricò del progetto Antonio da Sangallo il Giovane fino ad allora assistente al cantiere di San Pietro.
Si tratta di una delle prime opere autonome di Antonio da Sangallo, probabilmente contemporanea come progettazione a Palazzo Farnese e, al contrario di questo, costruita rapidamente, tanto che intorno al 1522 era praticamente completa, godendo di un ampio successo.
Le soluzioni tipologiche adottate nel palazzo Baldassini, che come impianto planimetrico riprendono in piccolo il modello bramantesco di palazzo Castellesi, vengono considerate uno dei primi prototipi di una tipologia persistente che influenzò l'architettura civile non solo del XVI secolo ma fino al XVIII secolo.
L'ingresso è sottolineato da un portale che spicca plasticamente sulla severa facciata ed è affiancato da semicolonne doriche che sostengono una trabeazione. L'androne voltato a botte porta ad un cortile di forma quadrilatera su cui si imposta tutta la costruzione e che si sviluppa in altezza con una loggia a due piani con paraste tuscaniche al primo livello e ioniche al secondo.
La facciata non è articolata con ordini sovrapposti, Al piano terreno, le finestre con mensole e grate sostituiscono le botteghe presenti nei modelli bramanteschi. Il piano nobile è articolato in facciata da una cornice marcadavanzale.
L'interno era decorato con affreschi attribuiti ad allievi di Raffaello. In particolare il pian terreno conserva una volta affrescata a grottesche di Giovanni da Udine (1517-1519) e al primo piano restano frammenti di un grande ciclo di affreschi di Perin del Vaga, in particolare Filosofi, Figure allegoriche e un fregio con Episodi di storia antica, animali fantastici e putti. Una parte di questo fregio venne staccata e asportata: ad esempio le scene di Tarquinio Prisco fonda il tempio di Giove in Campidoglio e della Giustizia di Seleuco sono oggi agli Uffizi di Firenze. Al piano nobile si trovano anche una serie di scene mitologiche affrescate da Giovanni da Udine.
Subito dopo il committente vi abitò fino al 1544 Pietro Bembo che definì la residenza come "la più bella e meglio fatta che vi sia in Roma".
Ospita dal 1956 l'Istituto Luigi Sturzo intitolato al fondatore del Partito popolare, che ne aveva disposto il restauro.